# Livezile (Bistrița-Năsăud)
Livezile (Duits: Jaad) is een Roemeense gemeente in het district Bistrița-Năsăud.
Livezile telt 4600 inwoners.
De gemeente bestaat uit de volgende dorpen:
- Cușma (Hongaars: Kusma)
- Dorolea (Duits: Kleinbistritz of Aszúbeszterce)
- Dumbrava (Dumbráva)
- Livezile (Duits: Jaad)
- Valea Poenii (Hongaars: Bureaka).

In het verleden was de gemeente onderdeel van de Saksische regio Nösnerland. In 1900 had de gemeente 3138 inwoners, 1104 Roemenen, 80 Hongaren en 1667 Saksen (53%).